# Haus Wabbel

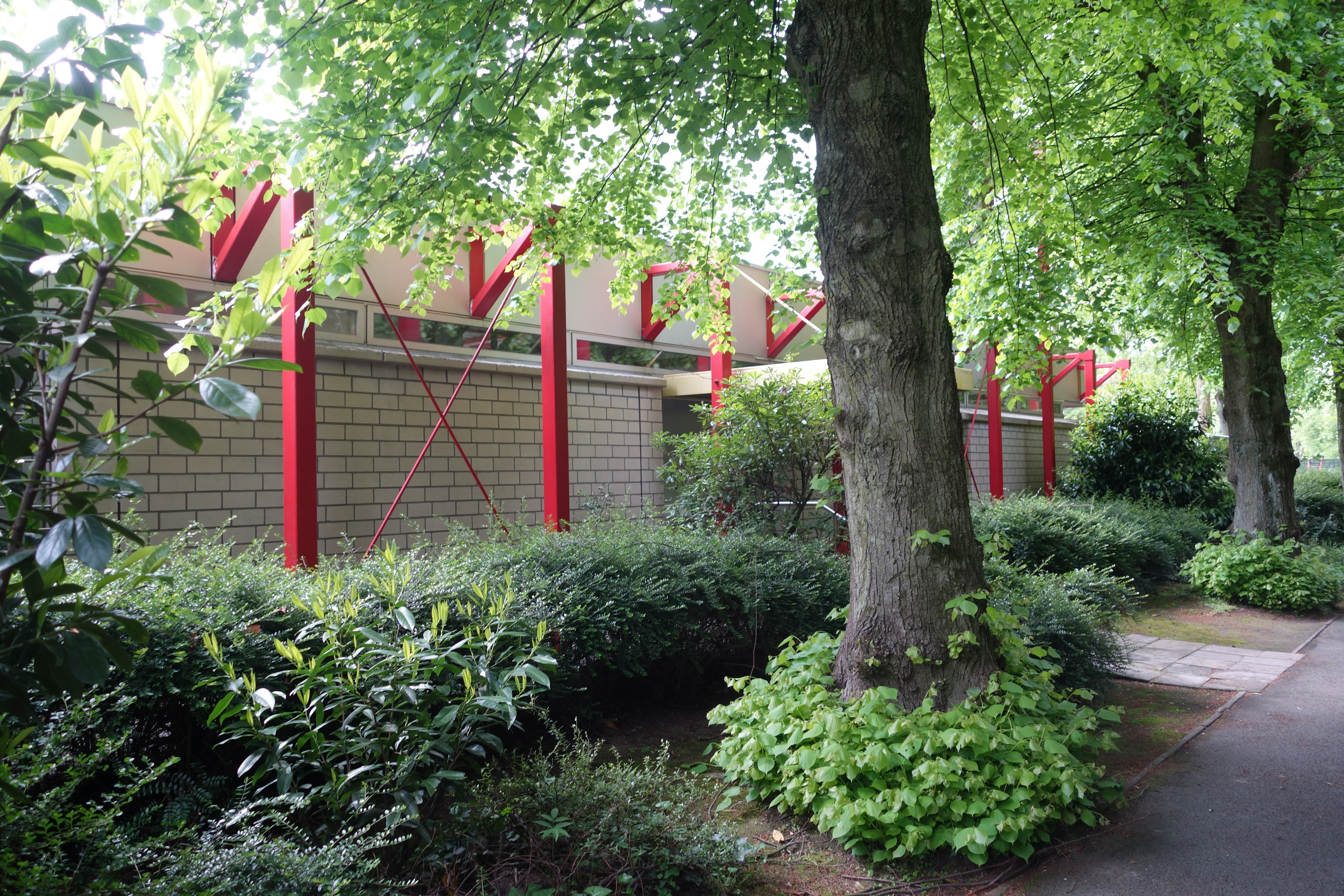
Haus Wabbel (2019)

Das  Haus Wabbel am Margaretenweg 3 in Düsseldorf-Wittlaer wurde 1973 nach Plänen von Wolfgang Döring errichtet. Es zeichnet sich laut Uwe Maas und Hermann Stappmann durch das Fehlen von Stützen in der 21 × 9,60 Meter großen Wohnhalle aus. Das Haus wurde von dem von 1970 bis 1973 als Präsident des Landesverwaltungsgerichts Düsseldorf und danach als Verwaltungsgerichtsdirektor tätigen Gustav Wabbel (* 29. Oktober 1908 in Düsseldorf), bewohnt.

## Beschreibung
Das Innere ist eine große Halle mit freitragender Decke: „Eine 21 × 9,60 Meter große stützenlos überspannte und zweiseitig verglaste Halle ist nutzungsflexibles Wohngehäuse“ Die Bauherren sind ein alleinstehendes Ehepaar mit acht Enkelkindern, die häufig zu Besuch sind. Dadurch erklärt sich auch der Bedarf für den großen Wohnraum im Erdgeschoss. Die innere Raumaufteilung erfolgt durch Schiebewände. Eine Spindeltreppe führt zum Schlafraum des Ehepaares, der als kleiner Kubus auf der großformatigen Halle darunter aufgebaut ist.
Das Äußere wird durch die außen gestellte Stahlkonstruktion bestimmt: „Sie bildet den Grundmodul für die Organisation des Grundrisses, der sich durch das Fehlen von Stützen auszeichnet und somit flexibel ist.“ Dominierend ist dabei das Stahlskelett mit Gitterbindern. Das Skelett ist rot gestrichen, mit Trapezblech bedeckt und mit Aluminiumelementen ausgefacht.